# Série de pièces commémorative américaines pour le 50e anniversaire de la Seconde Guerre mondiale
La série de pièces commémorative américaines pour le 50e anniversaire de la Seconde Guerre mondiale est une série commémorative non circulante émise par la Monnaie des États-Unis en 1993 et frappée par les Monnaies de West Point et de Denver.
Cette série est autorisée par la loi 102-414 du 14 octobre 1992, qui prévoit l'émission d'une série de pièces commémoratives pour marquer le 50e anniversaire de la participation des États-Unis à la Seconde Guerre mondiale.
Aux côtés du dollar en argent, les autres pièces qui complètent la série commémorative en vertu de la même loi sont la pièce en or de cinq dollars et le demi-dollar en alliage cuivre-nickel.

## Législation
Après une discussion approfondie, le Congrès donne son approbation finale à la loi sur la pièce commémorative de la Seconde Guerre mondiale de 1993 le 29 septembre 1992 ; le président George Herbert Walker Bush signe la loi le 14 octobre de la même année.
La loi sur les pièces commémoratives du 50e anniversaire de la Seconde Guerre mondiale (Pub.L. 102–414) autorise la production de trois pièces : un demi-dollar en alliage cuivre-nickel, un dollar en argent et un half eagle en or. Le Congrès autorise ces pièces pour commémorer le 50e anniversaire de l'implication des États-Unis dans la Seconde Guerre mondiale. La loi permet que les pièces soient frappées avec des finitions tant en version brillant universel qu'en version belle épreuve. Sorties le 28 mai 1993, les pièces arborent la double date « 1991-1995 », symbolisant le 50e anniversaire de la participation américaine à la guerre de 1941 à 1945.

## Dessins

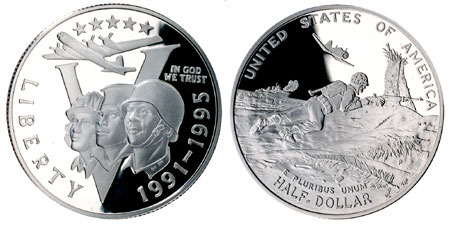
L'avers (gauche) et le revers (droite) du demi-dollar du 50e anniversaire de la Seconde Guerre mondiale.

### Demi-dollar
L'avers du demi-dollar commémoratif du 50e anniversaire de la Seconde Guerre mondiale, conçu par George Klauba, présente les visages de trois membres du service américain superposés sur le symbole « V » de la victoire au centre, sous un bombardier B-17 avec cinq étoiles au-dessus du bombardier en haut. Le revers de la pièce, conçu par Bill J. Leftwich, représente un soldat américain sur la plage d'une île du Pacifique, tandis qu'un engin de débarquement, un navire et un avion de chasse apparaissent en arrière-plan.

### Dollar
L'avers du dollar commémoratif du 50e anniversaire de la Seconde Guerre mondiale, conçu par Thomas D. Rogers, présente un soldat américain avançant sur la plage de Normandie et d'autres membres du service dans les tranchées. Le revers de la pièce, également conçu par Rogers, arbore l'insigne d'épaule du Quartier général suprême des forces expéditionnaires alliées (SHAEF) et une citation du message du Jour J du général Eisenhower aux troupes.

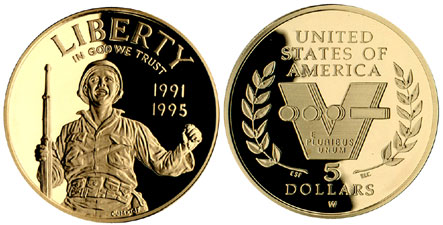
L'avers (gauche) et le revers (droite) du half eagle du 50e anniversaire de la Seconde Guerre mondiale.

### Half eagle
L'avers de la half eagle du 50e anniversaire de la Seconde Guerre mondiale, conçu par Charles J. Madsen, présente un membre du service américain avec son fusil et son bras levé célébrant la victoire. Le revers de la pièce, conçu par Edward Southworth Fisher, arbore le symbole « V » de la victoire au centre de la pièce, avec le code Morse cryptique de la lettre « V » superposé le long de feuilles de laurier.

## Production et vente
La loi qui autorise l'émission de cette série commémorative prévoit une émission maximale de 300 000 pièces de 5 dollar, 1 000 000 de pièces de 1 dollar et 2 000 000 de demi-dollars. Elles sont produites à la Monnaie de Denver dans leur version brillant universel, tandis que la Monnaie de West Point se charge de la frappe des pièces avec une finition belle épreuve. L'émission est présentée et mise à la disposition du public le 28 mai 1993.
Il y a eu 90 698 half eagles (67 026 belle épreuve et 23 672 brillant universel) ; 449 281 pièces de 1 dollar (342 041 belle épreuve et 107 240 brillant universel) et 514 468 demi-dollars (317 396 belle épreuve et 197 072 brillant universel), pour un total de 1 054 447 pièces.
Le demi-dollar commémoratif est commercialisé au prix de 9 dollars en version brillant universel et 10 dollars en version belle épreuve ; le dollar se vend aux prix de 28 et 31 dollars (brillant universel et belle épreuve respectivement) et le half eagle coûte 200 et 220 dollars (brillant universel et belle épreuve respectivement). Conformément à la loi qui autorise cette émission, les bénéfices obtenus grâce à sa commercialisation sont alloués aux organisations Battle of Normandy Foundation et World War II Memorial, pour financer la construction d'un monument en Normandie, en France, commémorant le Jour J et la Bataille de Normandie, ainsi qu'un monument commémoratif dans le District de Columbia dédié aux Américains qui ont participé à la Seconde Guerre mondiale.